# Umberto De Luca
Umberto De Luca (Napoli, 18 aprile 1966) è un ballerino e coreografo italiano.

## Biografia
Di origini italiane e croate Umberto De Luca è nato e cresciuto a Napoli ed è il quinto di nove figli. Il padre, Domenico, era un dipendente della regione Campania, la madre, Emilia Gallo originaria di Rijeka, /rijěːka/ (Croazia), una casalinga. Grazie alla passione del padre per l'opera Umberto si avvicina, fin da bambino, alla musica classica e al teatro. La sorella Sofia, è stata una ballerina professionista, e il fratello minore, Danilo, è a tutt'oggi un affermato flautista ed insegnante di musica

## Formazione
Umberto De Luca, da bambino, aveva una grande passione per il calcio ma il padre non volle mai inserirlo in una squadra come in uso per suoi coetanei. È sua sorella, che già frequenta la scuola di danza classica Lyceum Mara Fusco a Napoli, a scoprire per caso la predisposizione fisica e artistica di Umberto e lo convince a provare. Il notevole talento per la danza viene subito apprezzato e spinge Umberto a continuare su questa strada. All'età di 12 anni supera la selezione ed entra nella scuola di ballo del teatro di San Carlo dove completa la sua formazione e consegue il diploma nel 1984.

## Carriera
Già durante gli anni della scuola partecipa a numerose produzioni con la compagnia stabile del teatro in qualità di aggiunto. Dopo il diploma partecipa all'audizione indetta dal teatro del Maggio Musicale Fiorentino, Maggiodanza, dove ottiene subito un contratto da solista e divenendone, nel 1995, primo ballerino. De Luca resta con la compagnia di Firenze per quasi trent'anni. Dotato di figura elegante e tecnica sicura interpreta tutti i ruoli principali del repertorio ottocentesco e classici del novecento, spesso al fianco di etoiles internazionali. Dal 1990 Rudol'f Nureev lo invita a far parte del gruppo di Etoiles “Noureev and Friends” con il quale si esibisce in vari festival d’Europa. Nel corso della sua trentennale carriera ha ballato nei teatri di New York, Miami, Mosca, Kiev, Baku, Parigi, Milano, Roma, Napoli, Catania, Torino, Madrid, Lisbona, Budapest, Praga.

## Repertorio (parziale)
- Giselle[3]
- Onegin
- La Signora Delle Camelie
- Coppelia
- Il Figliol Prodigo[4]
- Il Mandarino Meraviglioso
- Il Lago dei Cigni
- I Quattro Temperamenti[5]
- La Vedova Allegra
- La Bella Addormentata
- Agon
- Verdiana
- Don Quixote
- Concerto Barocco
- La Sagra della Primavera
- Lo Schiaccianoci
- Who Cares?
- Carmen
- La Sylphide
- Serenade
- Paganini
- Romeo e Giulietta
- The Moor's Pavane
- Cenerentola
- The Unsung
- L'Uccello di Fuoco
- Pierrot Lunaire
- Paquita
- Jardin aux Lilas
- Sogno di una notte di mezza estate[6]
- Le Silfidi
- Dark Elegies
- Apollon
- La Strada

## Premi

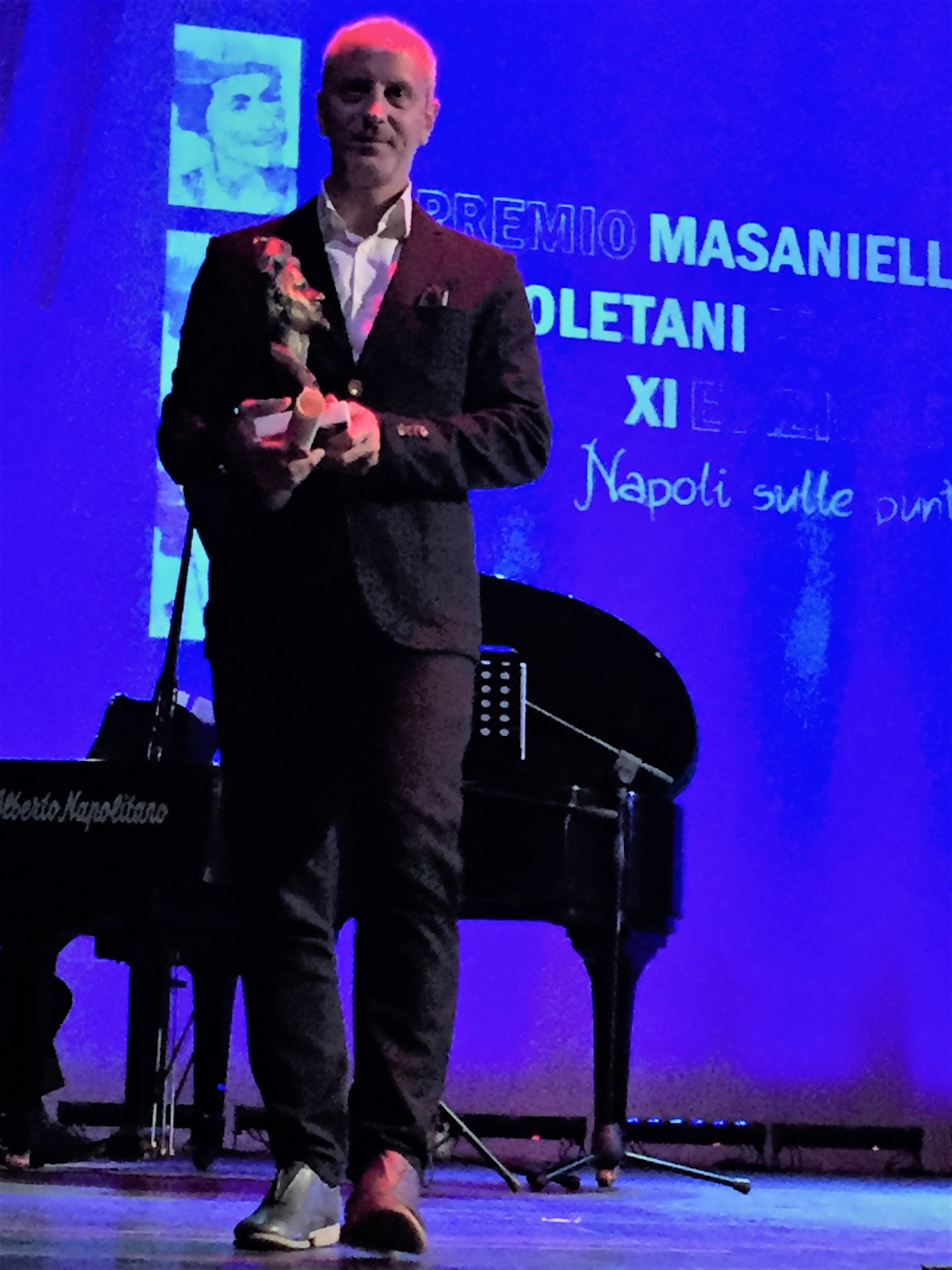
Umberto De Luca alla cerimonia di consegna del premio Masaniello nel 2016

- Premio Gino Tani per la danza 1993
- Premio Positano Léonide Massine 1994
- Premio Danza&Danza 1994
- Premio Tersicore d'Oro 1997
- Premio Masaniello-Napoletani Protagonisti 2016